# Ploso (Tambaksari)
Ploso is een bestuurslaag in het regentschap Soerabaja van de provincie Oost-Java, Indonesië. Ploso telt 31.464 inwoners (volkstelling 2010).